# Yūsofjerd-e Fe‘leh Gary
Yūsofjerd-e Fe‘leh Gary (persiska: یوسف جرد فعله گری, Yūsofjerd) är en ort i Iran.   Den ligger i provinsen Kermanshah, i den nordvästra delen av landet, 300 km väster om huvudstaden Teheran. Yūsofjerd-e Fe‘leh Gary ligger 1 854 meter över havet och antalet invånare är 474.
Terrängen runt Yūsofjerd-e Fe‘leh Gary är kuperad åt nordväst, men åt sydost är den platt. Runt Yūsofjerd-e Fe‘leh Gary är det ganska tätbefolkat, med 72 invånare per kvadratkilometer. Närmaste större samhälle är Sonqor, 18,5 km sydväst om Yūsofjerd-e Fe‘leh Gary. Trakten runt Yūsofjerd-e Fe‘leh Gary består till största delen av jordbruksmark.